# Heliconius leucosticta
Heliconius leucosticta är en fjärilsart som beskrevs av Apolinar 1926. Heliconius leucosticta ingår i släktet Heliconius och familjen praktfjärilar. Inga underarter finns listade i Catalogue of Life.